# Leordeni (gmina)
Leordeni – gmina w Rumunii, w okręgu Ardżesz. Obejmuje miejscowości Baloteasca, Băila, Bântău, Budișteni, Cârciumărești, Ciolcești, Ciulnița, Cotu Malului, Glâmbocata, Glâmbocata-Deal, Glodu, Leordeni, Moara Mocanului i Schitu Scoicești. W 2011 roku liczyła 5994 mieszkańców.